# Кубок володарів кубків УЄФА
Кубок володарів кубків УЄФА — щорічний клубний турнір, що проводився під егідою УЄФА. Розігрувався з 1960 по 1999 рік. Право участі в турнірі мали володарі кубку країн, або фіналісти (у випадку, якщо кубок країни здобувався чемпіоном). Останній розіграш відбувся у сезоні 1998/1999, після чого турнір був об'єднаний з Кубком УЄФА
Лише п'ять команд вигравали Кубок Кубків більше одного разу: по два рази — Динамо (Київ), Мілан, Челсі та Андерлехт; та чотири рази Барселона.
Починаючи з 1973 року переможець Кубку володаря кубків розігрував Суперкубок УЄФА з володарем Кубку чемпіонів. Після скасування Кубку володаря кубків, Суперкубок УЄФА почав розігруватись між переможцями Ліги чемпіонів і Кубку УЄФА.
Пам'ятними для українців є 1975 і 1986 роки, оскільки тоді київське Динамо виграло турнір.
Перша офіційна назва турніру — Кубок володарів кубків Європи, перед сезоном 1994/1995 УЄФА змінило назву на Кубок володаря кубків УЄФА.
У зв'язку зі зниженням рівня учасників турніру в 90-і роки, через участь найсильніших команд у новоствореній та реформованій Лізі Чемпіонів, що мало наслідком зниження доходів учасників, УЄФА ухвалила рішення про відмову від подальших розіграшів Кубку. Останнім володарем Кубку стало римське Лаціо. Надалі Кубок Кубків був об'єднаний з Кубком УЄФА.

## Формат
За всю свою 39-літню історію кубок розігрувався за олімпійською системою у два матчі. Проте, фінал проходив на нейтральному полі і складався з одного матчу. Винятком був лише перший розіграш — тоді фінал складався з двох матчів. Формат турніру був ідентичним до формату Кубку європейських чемпіонів, в якому змагалися 32 команди у 5 раундів. Турнір зазвичай проводився з вересня по травень. Щоб зберегти кількість учасників фінальної стадії, в останніх розіграшах кубку був добавлений попередній раунд, який проходив у серпні. Це було пов'язано з напливом нових країн-учасників УЄФА у 1990-их роках.
Регламентом була обмежена кількість команд з однієї країни за принципом: одна країна — одна команда. Виняток робили тільки клубу, який виграв кубок минулого року. Проте, якщо така команда вийшла до Ліги чемпіонів, то ніхто не міг зайняти її місце у турнірі. У випадках, коли клуб виграв і чемпіонат країни і кубок, він виходив у Лігу Чемпіонів, а місце у КВВ займає фіналіст національного кубку.
У сезоні 1998/1999 нідерландський клуб Геренвен брав участь у Кубку володарів кубків, проте в національному кубку дійшов лише до півфіналу. Це сталося через те, що Аякс і ПСВ отримали путівки до Ліги чемпіонів. Таким чином, Геренвен став єдиним клубом, який змагався у Кубку володарів кубків навіть не граючи у фіналі національного кубку.
Перехідний трофей Кубку вручався переможцю на один рік, команда повинна була його повернути за місяць до наступного фінального поєдинку. Натомість переможець назавжди отримував зменшену копію. Власником трофею ставала та команда, яка б завоювала його три рази підряд або 5 раз у загальній складності. За всю історію ніхто не зробив ні першого, ні другого. Після останнього розіграшу трофею, кубок назавжди віддали Барселоні, як команді, яка найбільше разів його завоювала.

## Фінали Кубку володарів кубків УЄФА
| Рік  | Місце проведення     | Переможець                       | Фіналіст                         | Рахунок       |
| ---- | -------------------- | -------------------------------- | -------------------------------- | ------------- |
| 1999 | Бірмінгем            | Лаціо (Рим, Італія)              | Мальорка (Іспанія)               | 2:1           |
| 1998 | Стокгольм            | Челсі (Лондон, Англія)           | Штутгарт (Німеччина)             | 1:0           |
| 1997 | Роттердам            | Барселона (Іспанія)              | Парі Сен-Жермен (Париж, Франція) | 1:0           |
| 1996 | Брюссель             | Парі Сен-Жермен (Париж, Франція) | Рапід (Відень, Австрія)          | 1:0           |
| 1995 | Париж                | Сарагоса (Іспанія)               | Арсенал (Лондон, Англія)         | 1:1, 2:1 д.ч. |
| 1994 | Копенгаген           | Арсенал (Лондон, Англія)         | Парма (Італія)                   | 1:0           |
| 1993 | Лондон               | Парма (Італія)                   | Антверпен (Бельгія)              | 3:1           |
| 1992 | Лісабон              | Вердер (Бремен, Німеччина)       | Монако (Франція)                 | 2:0           |
| 1991 | Роттердам            | Манчестер Юнайтед (Англія)       | Барселона (Іспанія)              | 2:1           |
| 1990 | Гетеборг             | Сампдорія (Генуя, Італія)        | Андерлехт (Брюссель, Бельгія)    | 0:0, 2:0 д.ч. |
| 1989 | Берн                 | Барселона (Іспанія)              | Сампдорія (Генуя, Італія)        | 2:0           |
| 1988 | Страсбург            | Мехелен (Бельгія)                | Аякс (Амстердам, Нідерланди)     | 1:0           |
| 1987 | Афіни                | Аякс (Амстердам, Нідерланди)     | Локомотив (Лейпциг, НДР)         | 1:0           |
| 1986 | Ліон                 | Динамо (Київ)                    | Атлетіко (Мадрид, Іспанія)       | 3:0           |
| 1985 | Роттердам            | Евертон (Ліверпуль, Англія)      | Рапід (Відень, Австрія)          | 3:1           |
| 1984 | Базель               | Ювентус (Турин, Італія)          | Порту (Португалія)               | 2:1           |
| 1983 | Гетеборг             | Абердин (Шотландія)              | Реал (Мадрид, Іспанія)           | 2:1           |
| 1982 | Барселона            | Барселона (Іспанія)              | Стандард (Льєж, Бельгія)         | 2:1           |
| 1981 | Дюсельдорф           | Динамо (Тбілісі)                 | Карл Цейс (Йена, НДР)            | 2:1           |
| 1980 | Брюссель             | Валенсія (Іспанія)               | Арсенал (Лондон, Англія)         | 0:0, 5-4 пен  |
| 1979 | Базель               | Барселона (Іспанія)              | Фортуна (Дюссельдорф, ФРН)       | 2:2, 4:3 д.ч. |
| 1978 | Париж                | Андерлехт (Брюссель, Бельгія)    | Аустрія (Відень, Австрія)        | 4:0           |
| 1977 | Амстердам            | Гамбург (ФРН)                    | Андерлехт (Брюссель, Бельгія)    | 2:0           |
| 1976 | Брюссель             | Андерлехт (Брюссель, Бельгія)    | Вест Гем (Лондон, Англія)        | 4:2           |
| 1975 | Базель               | Динамо (Київ)                    | Ференцварош (Будапешт, Угорщина) | 3:0           |
| 1974 | Роттердам            | Магдебург (НДР)                  | Мілан (Італія)                   | 2:0           |
| 1973 | Салоніки             | Мілан (Італія)                   | Лідс (Англія)                    | 1:0           |
| 1972 | Барселона            | Глазго Рейнджерс (Шотландія)     | Динамо (Москва, СРСР)            | 3:2           |
| 1971 | Пірей                | Челсі (Лондон, Англія)           | Реал (Мадрид, Іспанія)           | 1:1, 2:1      |
| 1970 | Відень               | Манчестер Сіті (Англія)          | Гурник (Забже, Польща)           | 2:1           |
| 1969 | Базель               | Слован (Братислава, ЧССР)        | Барселона (Іспанія)              | 3:2           |
| 1968 | Роттердам            | Мілан (Італія)                   | Гамбург (ФРН)                    | 2:0           |
| 1967 | Нюрнберг             | Баварія (Мюнхен, ФРН)            | Рейнджерс (Шотландія)            | 0:0, 1:0 д.ч. |
| 1966 | Глазго               | Борусія (Дортмунд, ФРН)          | Ліверпуль (Англія)               | 1:1,2:1 д.ч.  |
| 1965 | Лондон               | Вест Гем (Лондон, Англія)        | Мюнхен 1860 (ФРН)                | 2:0           |
| 1964 | Брюссель / Антверпен | Спортінг (Лісабон, Португалія)   | МТК (Будапешт, Угорщина)         | 3:3,1:0       |
| 1963 | Роттердам            | Тоттенгем (Англія)               | Атлетіко (Мадрид, Іспанія)       | 5:1           |
| 1962 | Глазго / Штутгарт    | Атлетіко (Мадрид, Іспанія)       | Фіорентина (Флоренція, Італія)   | 1:1, 3:0.     |
| 1961 | Глазго / Флоренція   | Фіорентина (Флоренція, Італія)   | Глазго Рейнджерс (Шотландія)     | 2:1, 2:0      |